# Скрябин, Станислав Михайлович
Станислав Михайлович Скрябин (род. 18 декабря 1988) — российский самбист и дзюдоист, мастер спорта России, чемпион и призёр чемпионатов России, чемпион мира, Заслуженный мастер спорта России. Член сборной команды страны по самбо. В самбо выступал во второй средней весовой категории (до 74 кг). Тренировался под руководством А. К. Белашева. Выступал за клуб «Динамо» (Новокузнецк).

## Спортивные достижения
- Чемпионат России по дзюдо 2011 — ;
- Чемпионат России по самбо 2014 — ;
- Международный турнир на призы Асламбека Аслаханова 2016 года — [3];
- Чемпионат России по самбо 2017 — ;
- Чемпионат России по самбо 2018 — ;
- Чемпионат России по самбо 2019 — ;
- Чемпионат России по самбо 2022 — ;
- Чемпионат России по самбо 2023 — ;
- Кубок России по самбо 2023 — ;